# Cuenca de Amundsen

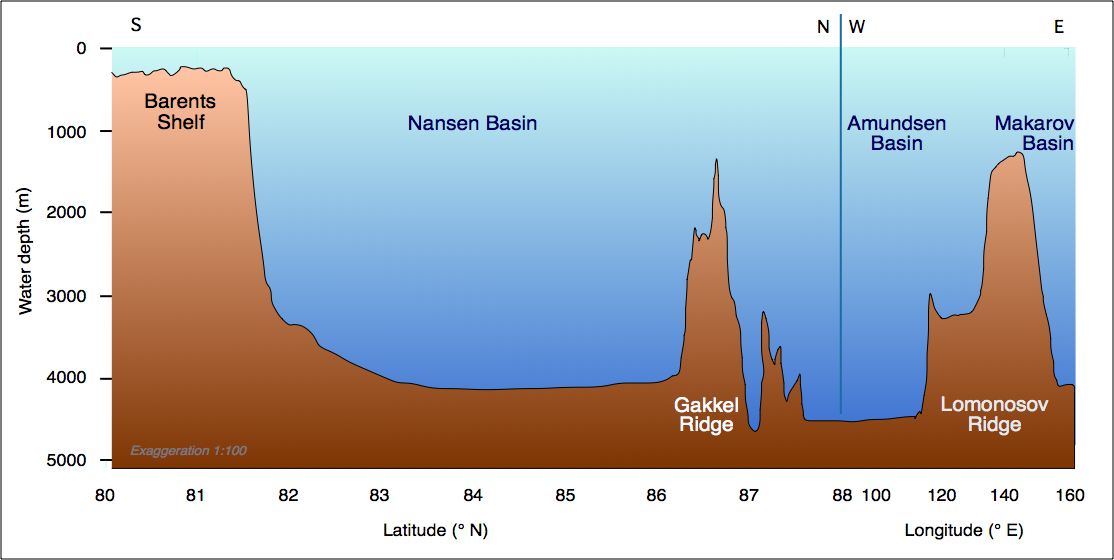
Perfil del Océano Ártico desde el Mar de Barents hacia el Polo Norte (geográfico)

La cuenca  de Amundsen son profundidades de 4.4 km (2,5 millas) de una pequeña parte del océano Ártico que también puede ser llamada cuenca euroasiática.
La cuenca de Amundsen está abarcada por la dorsal de Lomonosov (de los 81°N 140°E a 80°N 40°O) y la dorsal de Gakkel (de 81°N 120°E a 85°N 10°E). Lleva el nombre del investigador polar Roald Amundsen. 

## Formación

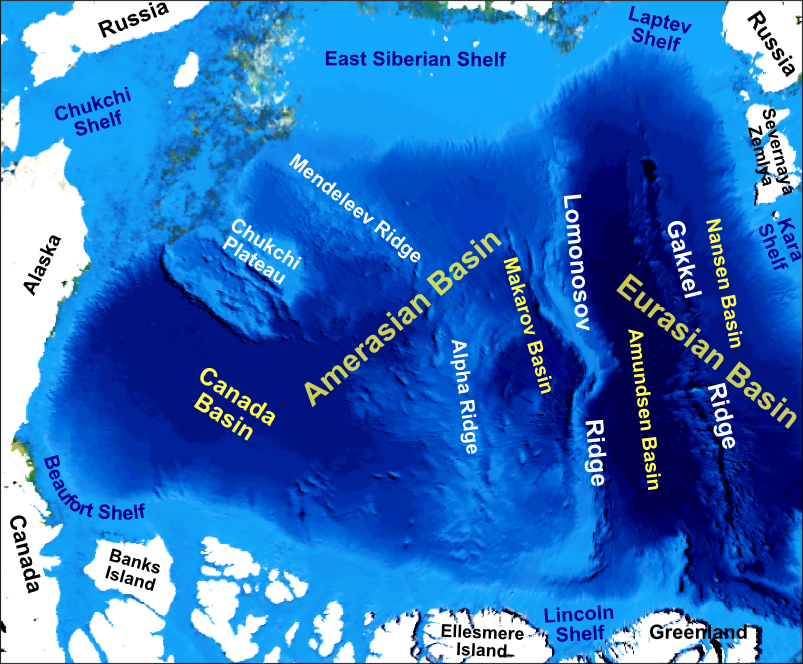
Plano batimétrico/topográfico del Océano Ártico.

La cuenca de Amundsen se formó durante la era Cenozoica a partir de la expansión del fondo marino.